# イオン新宮店

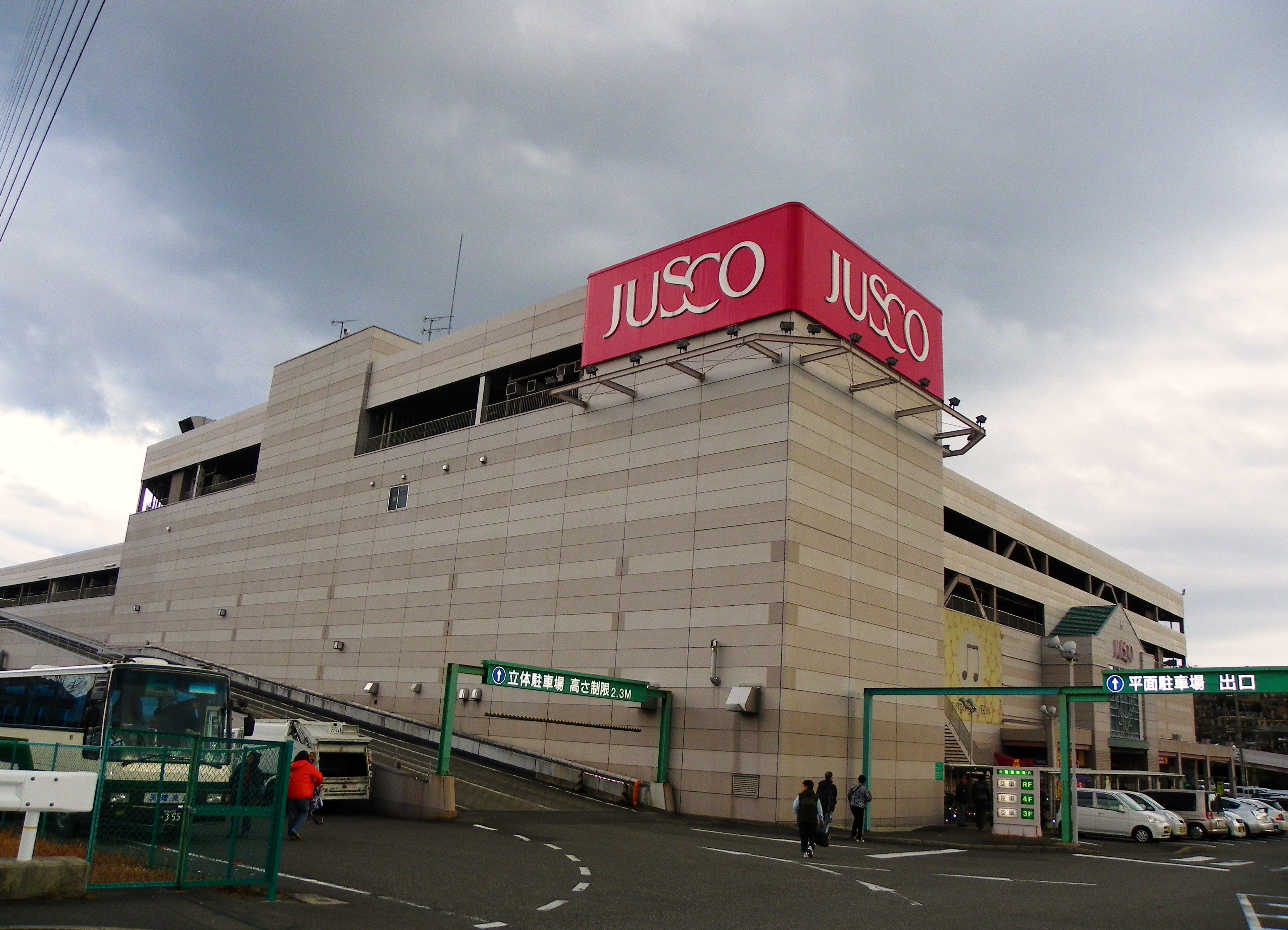
ジャスコ時代の外観

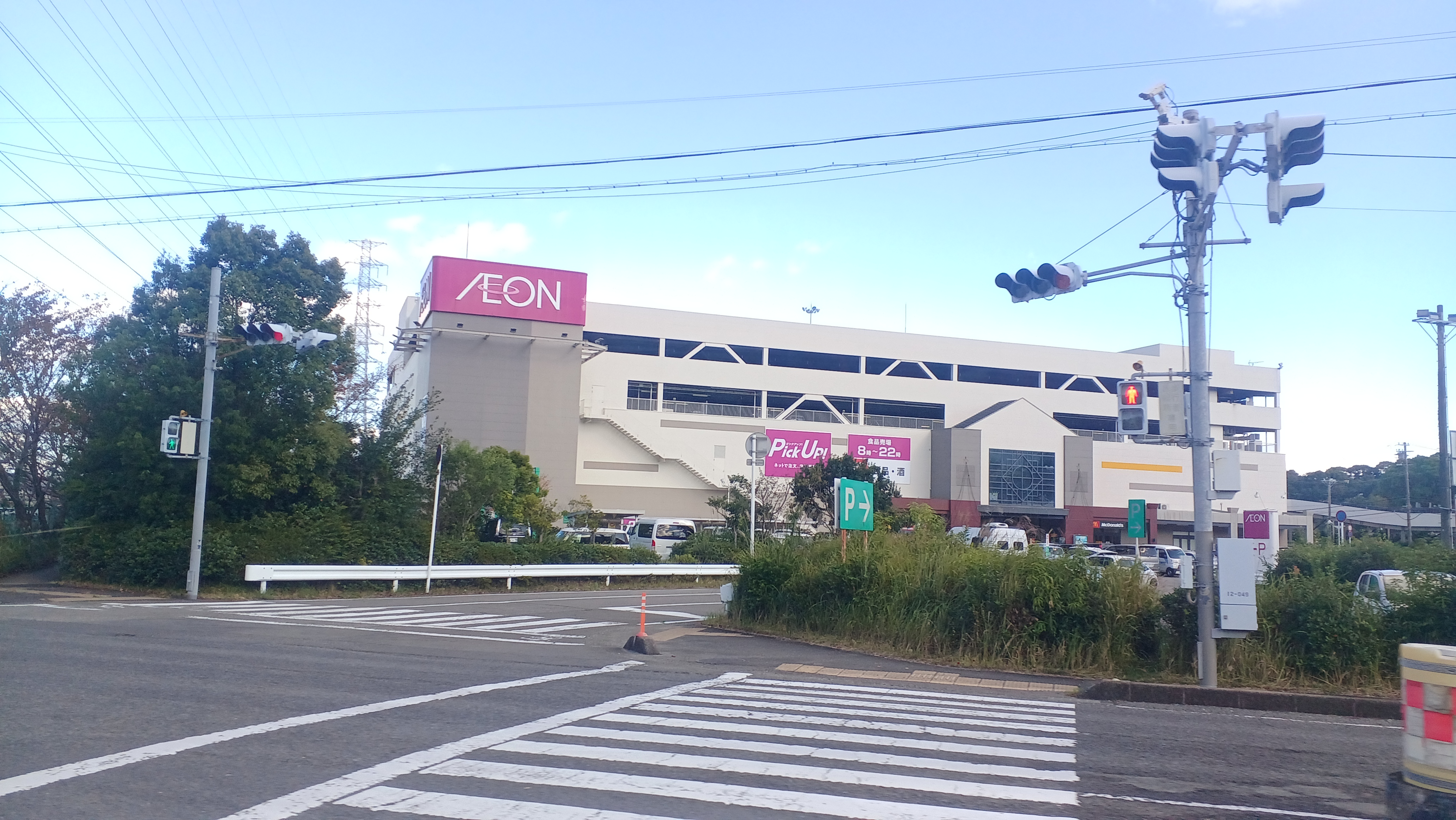
イオン新宮の外観（令和6年に撮影，ピックアップと食品売場の営業時間の看板あり）

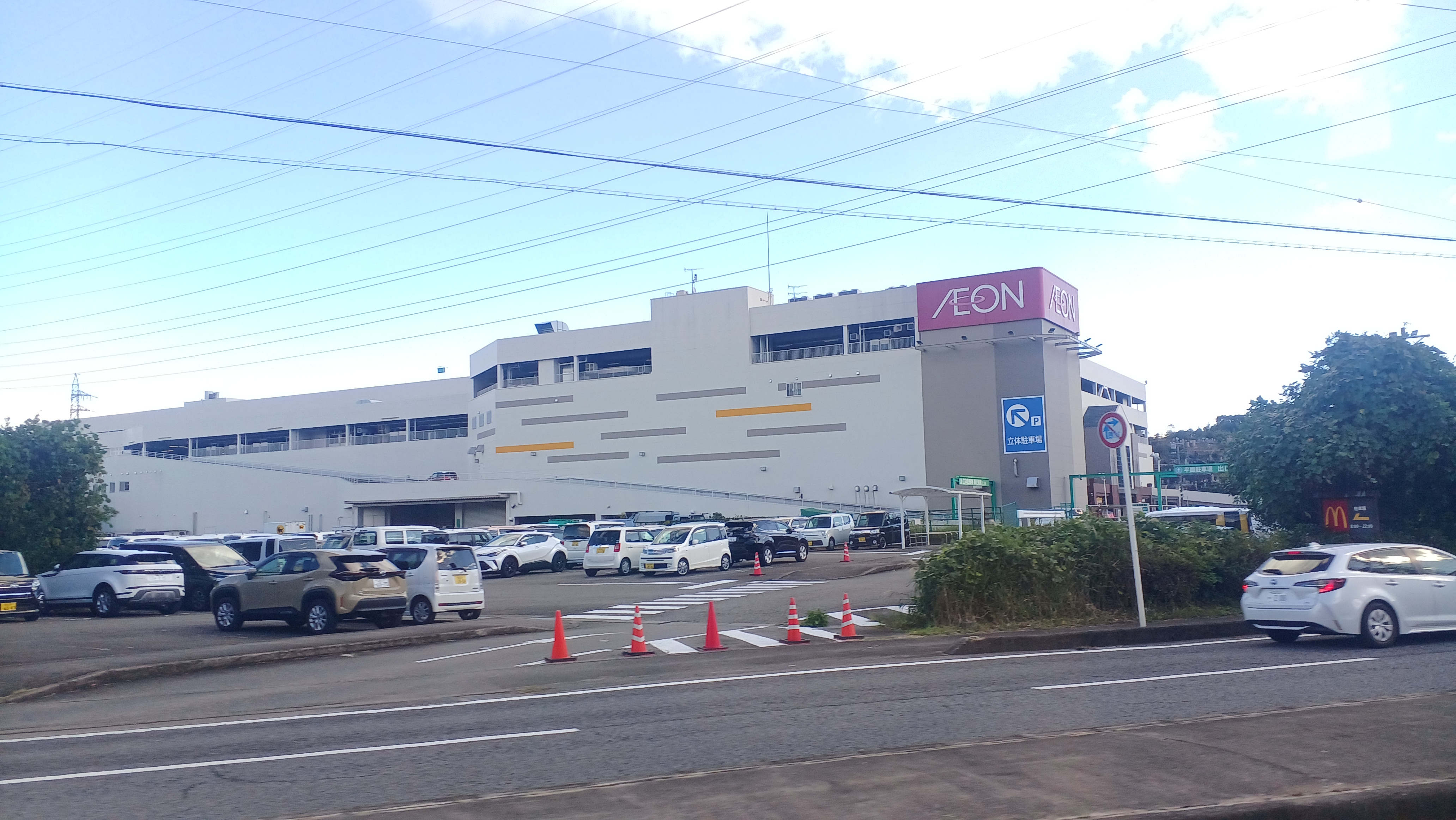
立体駐車場へ入る前に「立体駐車場の文字・矢印・Pの看板」を付けた

イオン新宮店 （イオンしんぐうてん）は、和歌山県新宮市に所在し、イオンリテールが管理・運営するショッピングセンターである。

## 概要
1999年（平成11年）4月30日にジャスコ新宮店として開業した。開業時点では和歌山県としては最大級の店舗面積であった。
ダイソーをはじめとする複数のテナントで構成されている。
三重県との県境に近く、同県南牟婁郡紀宝町からの来客も多い。このため、和歌山県警察と三重県警察が合同して交通安全キャンペーンを当施設で行うことがある。
当施設は和歌山県に存在するが、管轄は東海カンパニーであり、催事も東海カンパニーが行っている。

## 交通アクセス

### 鉄道
| 鉄道会社 | 線名                   | 散歩約〇分 |
| -------- | ---------------------- | ---------- |
| JR東海   | 紀勢本線（きのくに線） | 20分       |
| JR西日本 | 紀勢本線（きのくに線） | 20分       |

### バス
| バス会社                     | 路線名     | バス停         | 散歩約〇分 |
| ---------------------------- | ---------- | -------------- | ---------- |
| 熊野交通（熊野御坊南海バス） | 新宮市内線 | イオン新宮店前 | 1分        |
| 三交（三重交通バス）         | 熊野新宮線 | 新宮駅         | 23分       |
| 紀宝町（町民バス）           | 相野谷線   | 新宮駅         | 23分       |

## フロアガイド

### 1階

#### イオン側
- 食料品
- 酒・ワイン
- 日用雑貨
- 薬品・化粧品
- 花
- 婦人服
- 婦人服飾
- 靴（グリーンボックス）
- サイクル
- 銘店

#### 専門店側
- マクドナルド
- もってかえっ亭
- なごみ茶屋
- FUJIYA KOBE (移動)
- ちゃのま
- シキボウクリーニング
- ハニーズ
- The Kid's
- ウィズ・ユー
- フクダ
- エズプリミュール
- カットコムズ
- CASA COLOR

##### キャッシュコーナー
- イオン銀行
- 第三銀行
- 紀陽銀行
- ゆうちょ銀行
- 新宮信用銀行

### 2階

#### イオン側

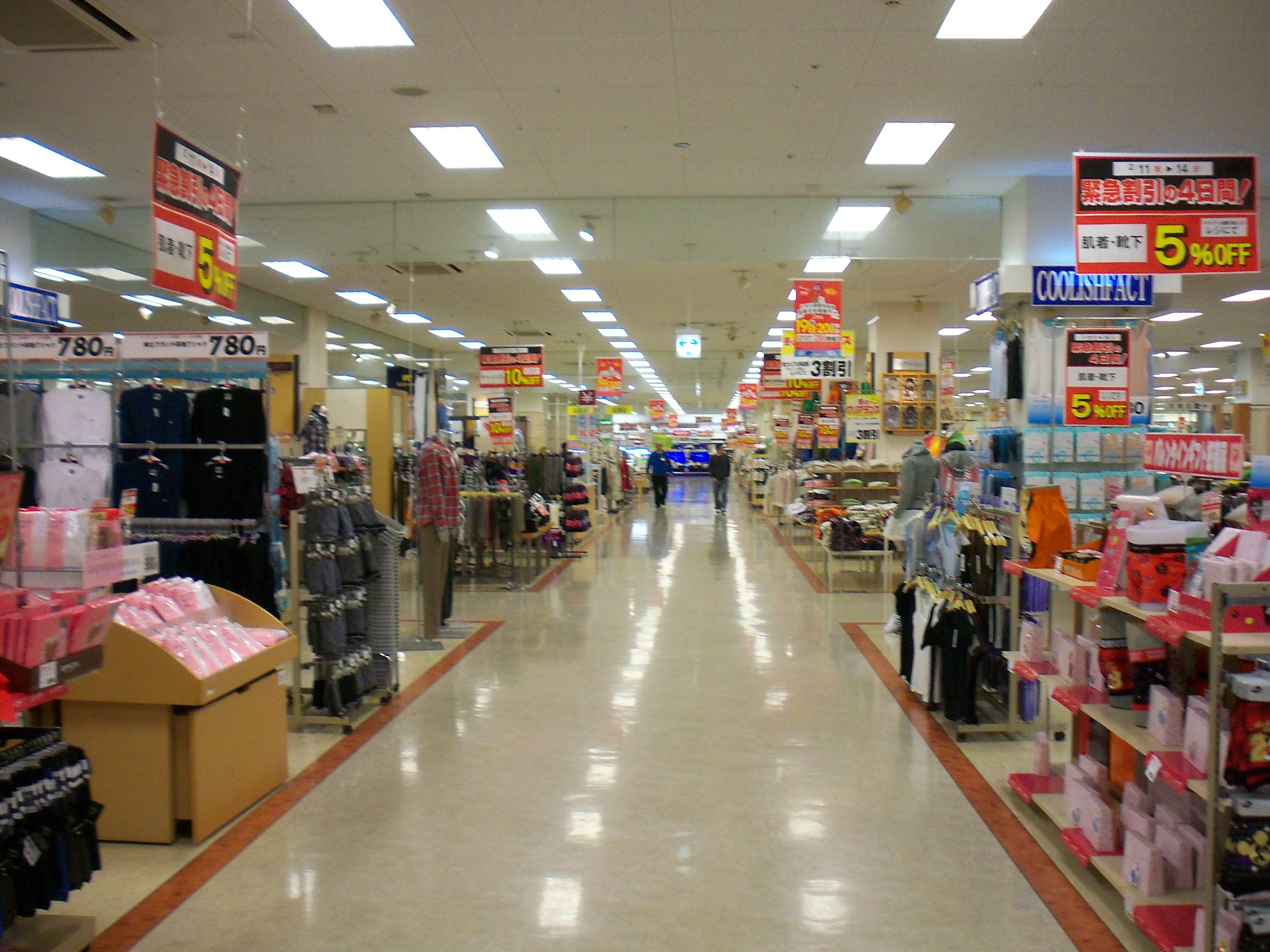
婦人・紳士・子供肌着
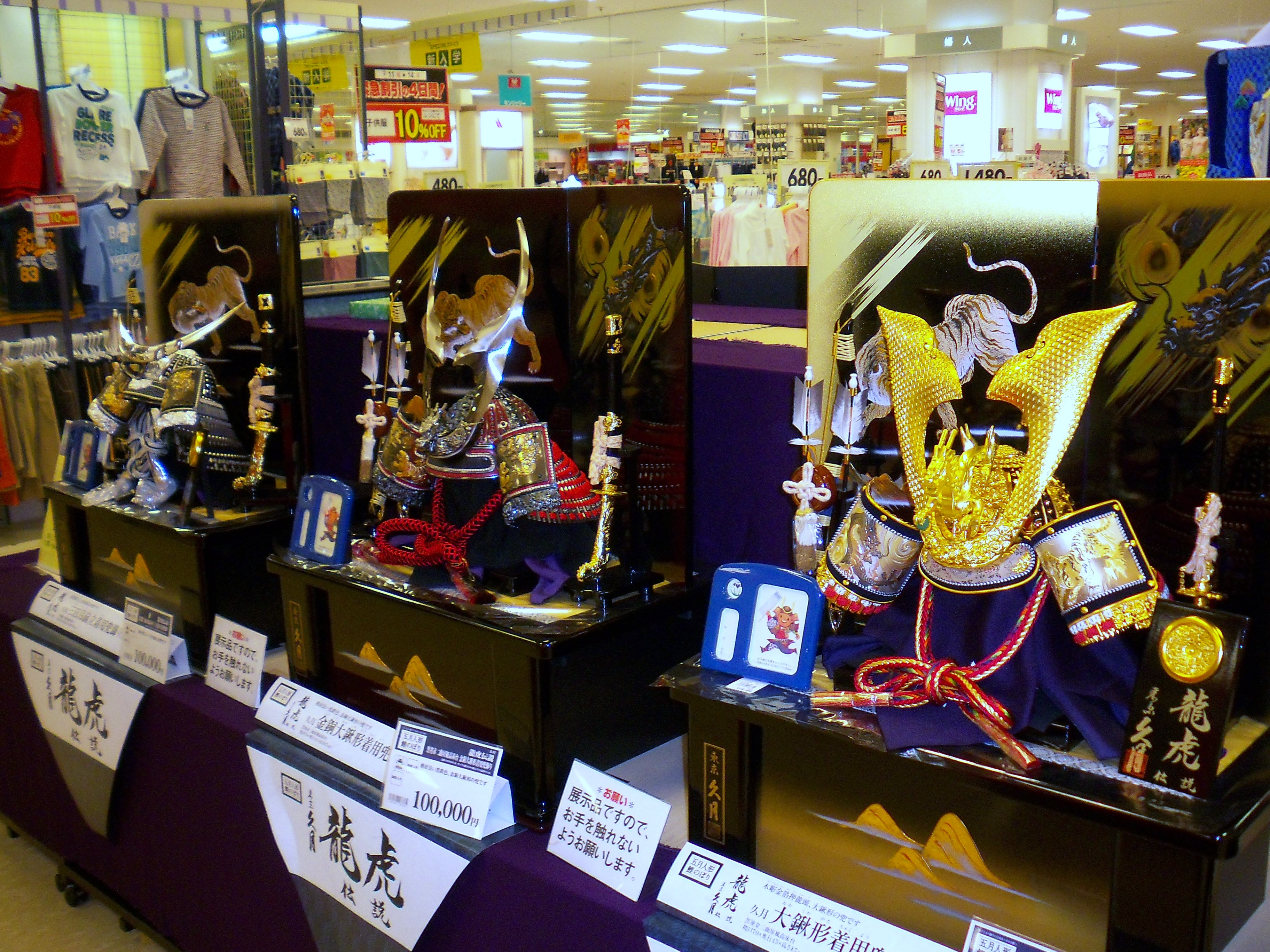
飾り売場側

- パジャマ・靴下
- ランジェリー
- 子供服
- ベビー用品
- 紳士服
- メンズファッション　ゴールデンペア
- メンズファッション　クロコダイル
- 家庭電器
- 生活家電
- 文具
- バス・トイレ用品
- 掃除・選択用品
- 調理家事家電
- 寝装・寝具
- 家具・敷物
- 収納用品・カーテン
- ダイニング用品
- 文房具
- TVゲーム
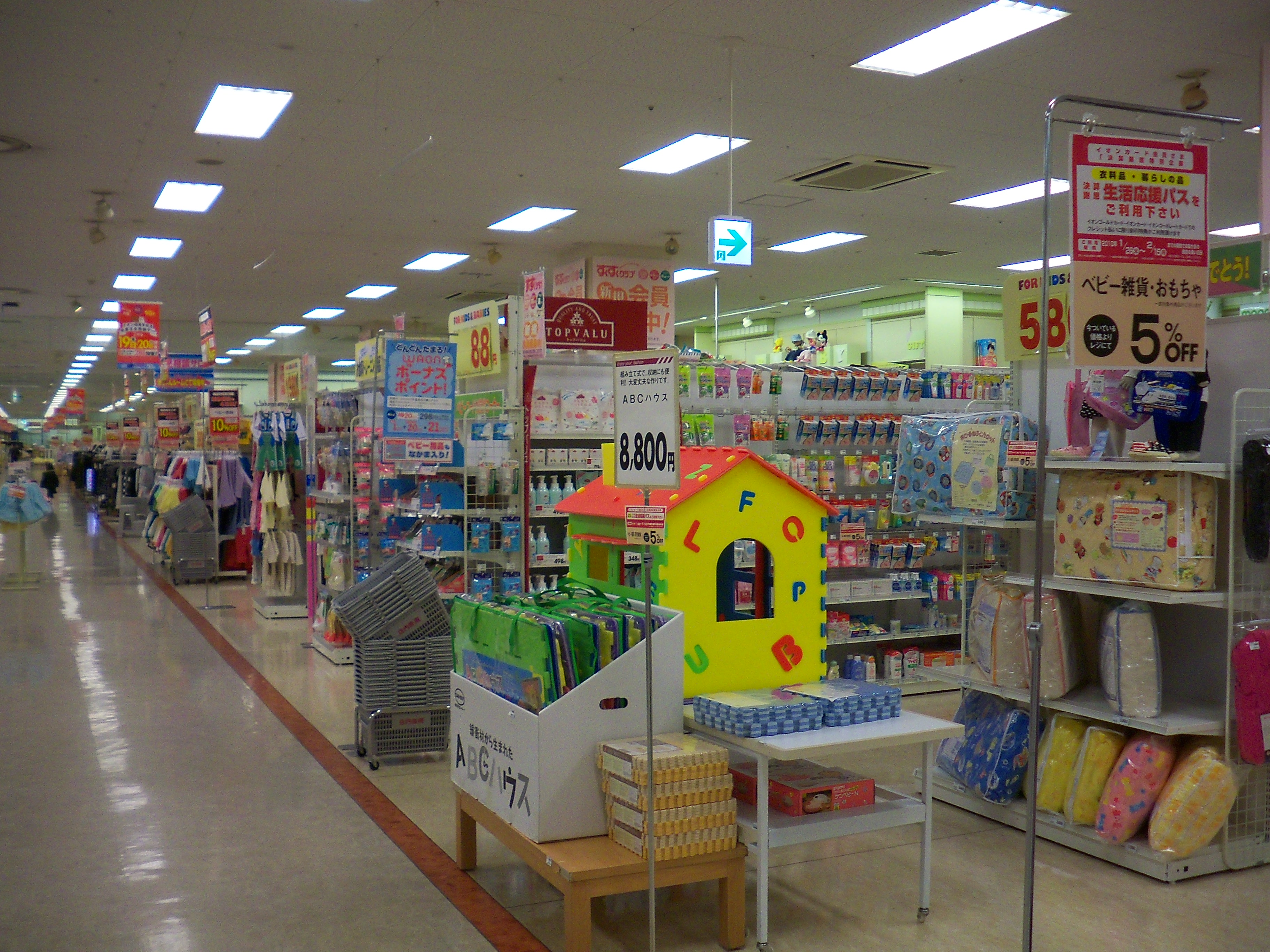
おもちゃ・ファンシー
- パンドラハウス

#### 専門店側
- ダイソー
- au Style
- 花いちもんめ
- モーリーファンタジー
- 新宮デンタルクリニック (スーパーセンターオークワ南紀店に移転)
- グーグ GooG
- カーブス

##### 飲食店・フードコート
- Kitchen かりんどりえ (2024年に閉店)
- インド亭
- まいどきっちん (閉店)
- どん喰 (閉店)

### 3・4階
立体駐車場

### 屋上
立体駐車場 (現在駐車不可)

## 店内写真

### ジャスコ時代

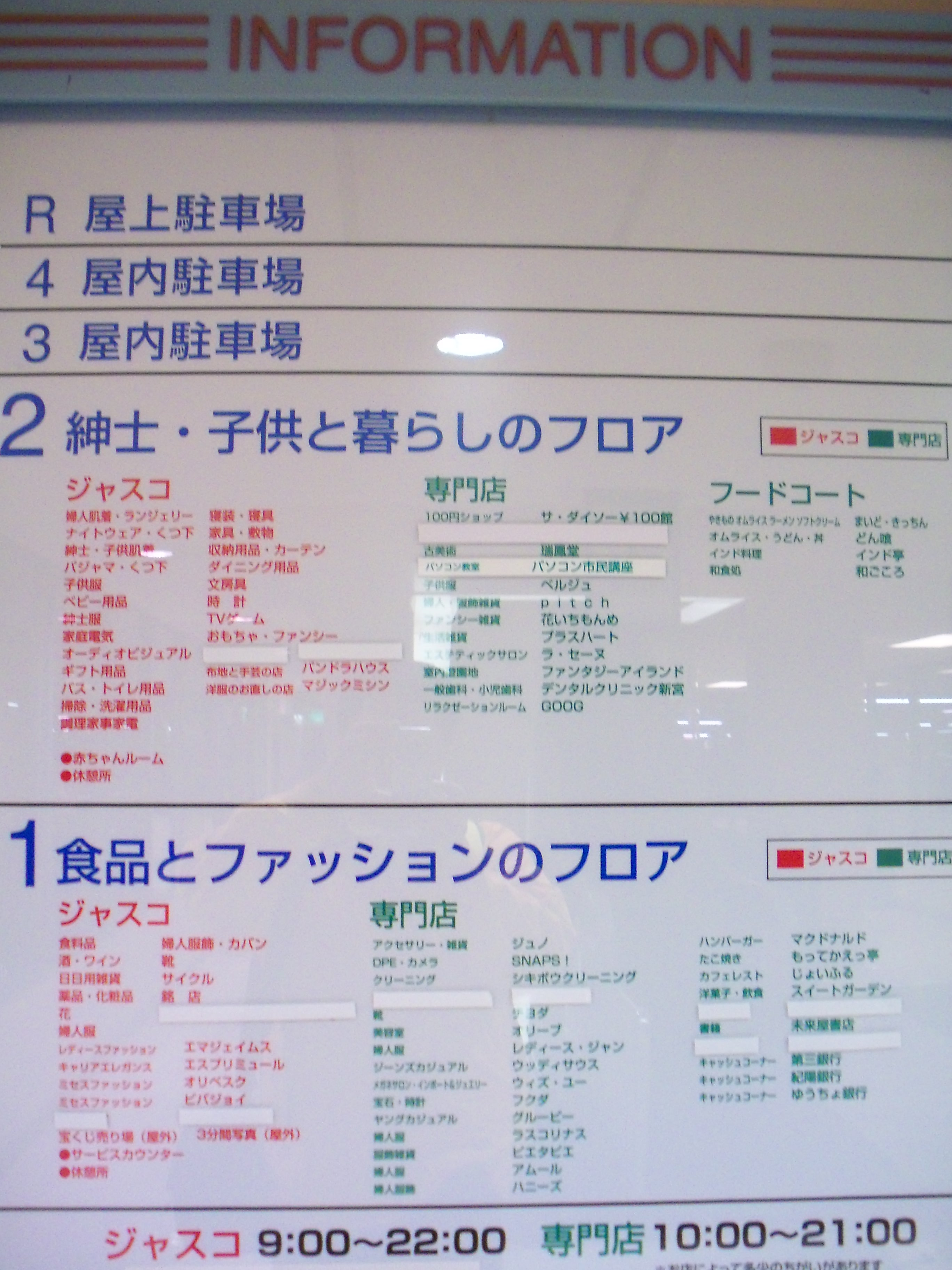
フロアマップ

#### 1階

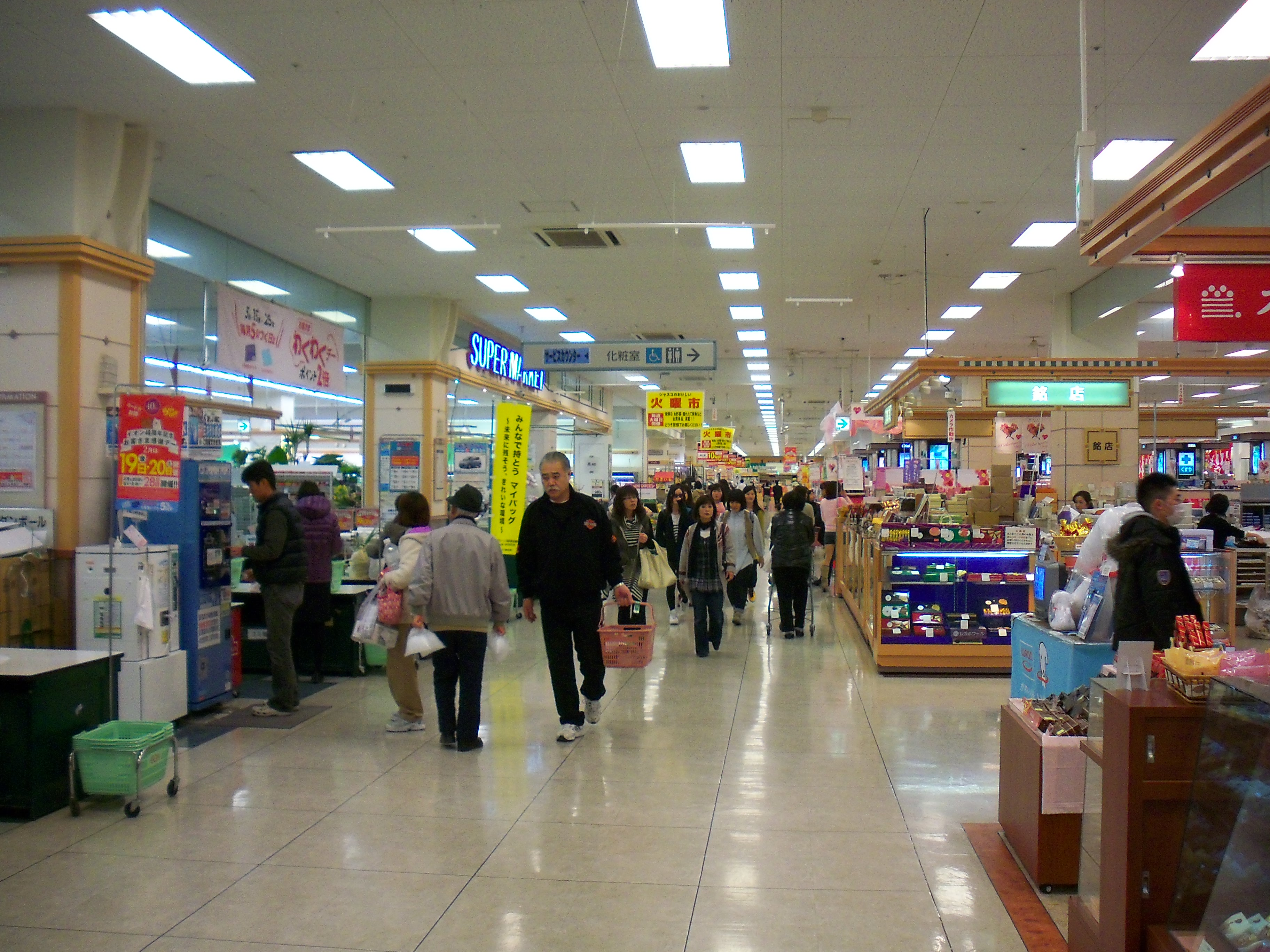
食品売場側
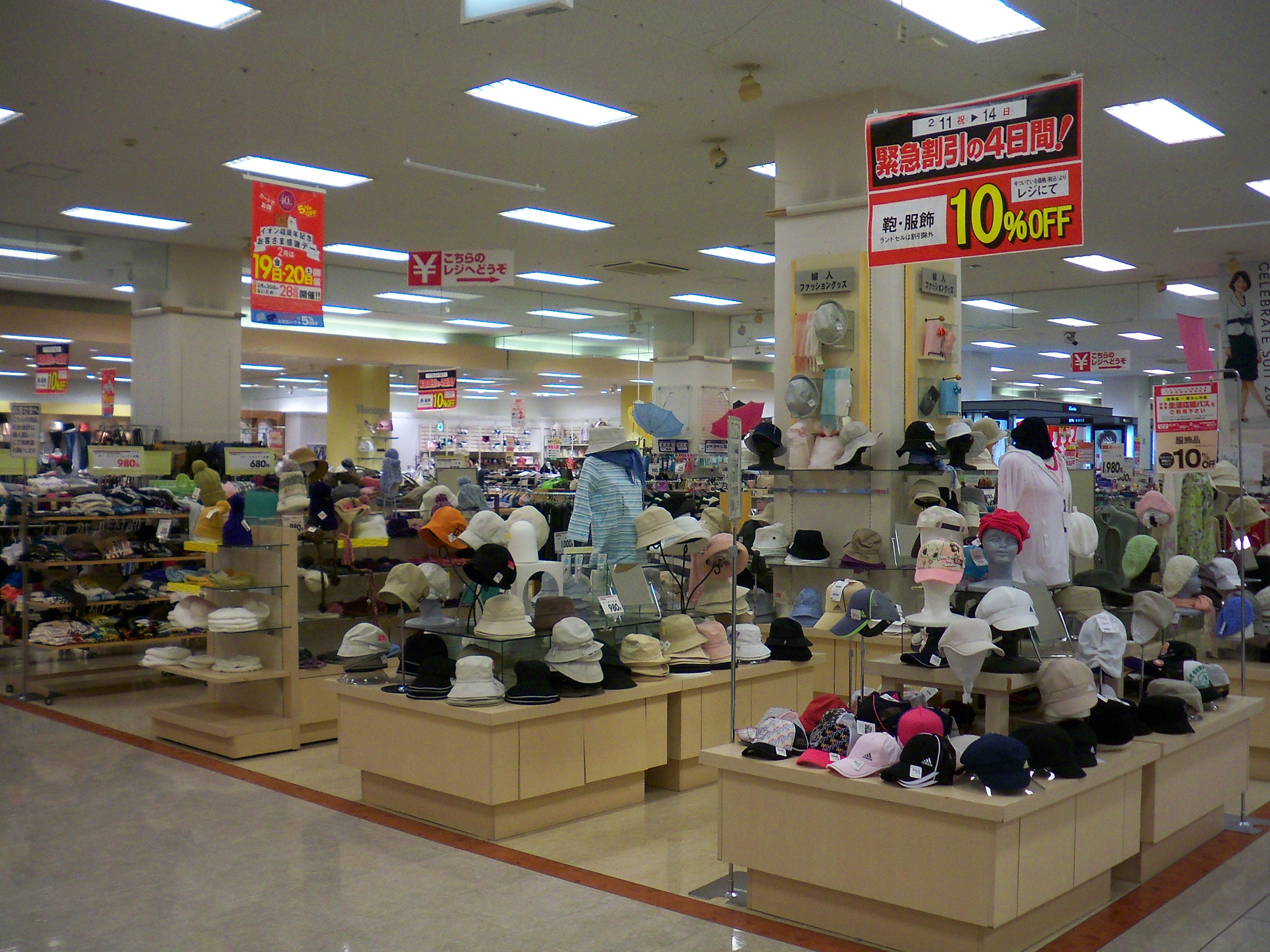
婦人服側の売場
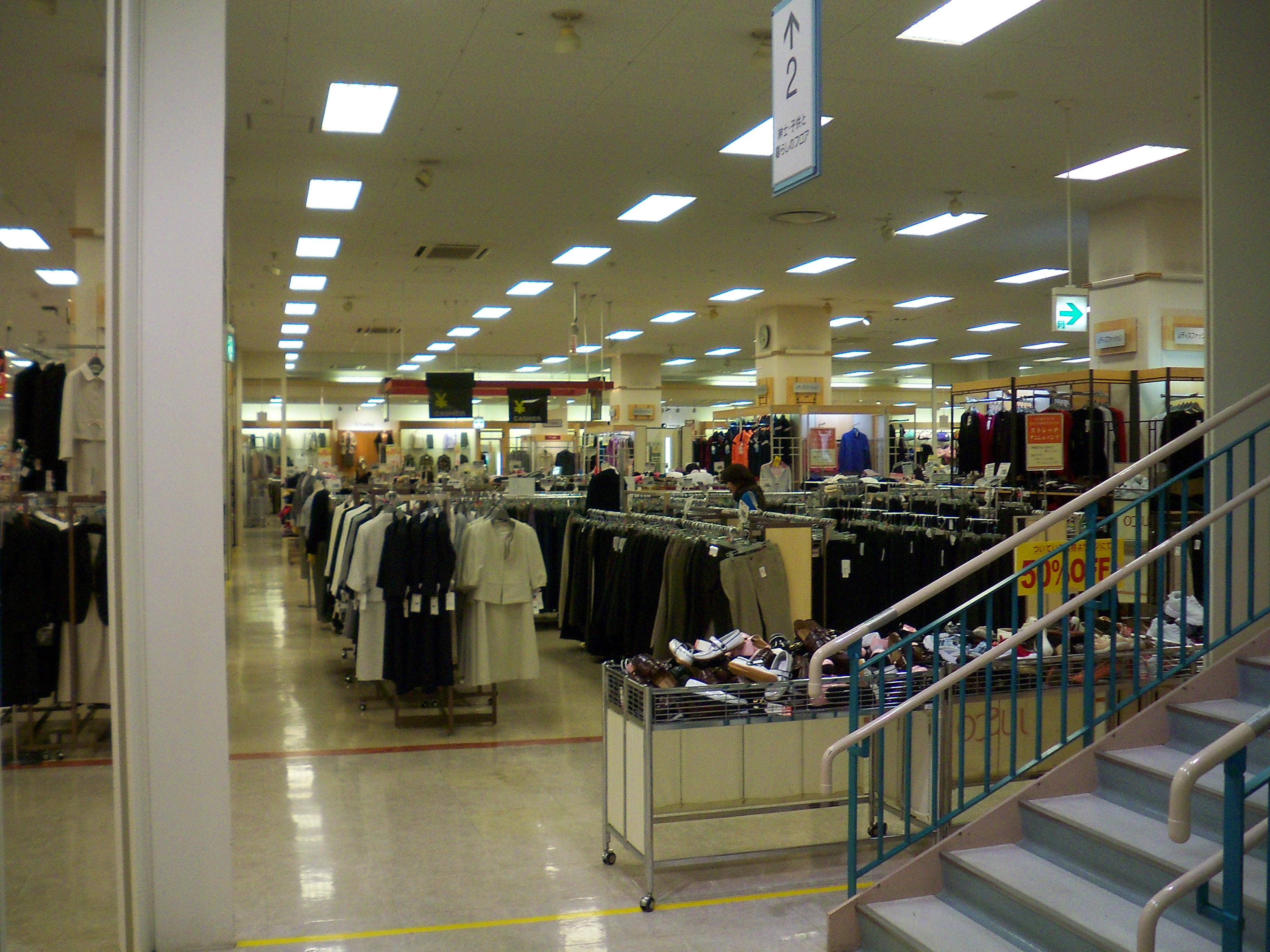
婦人服側の売場
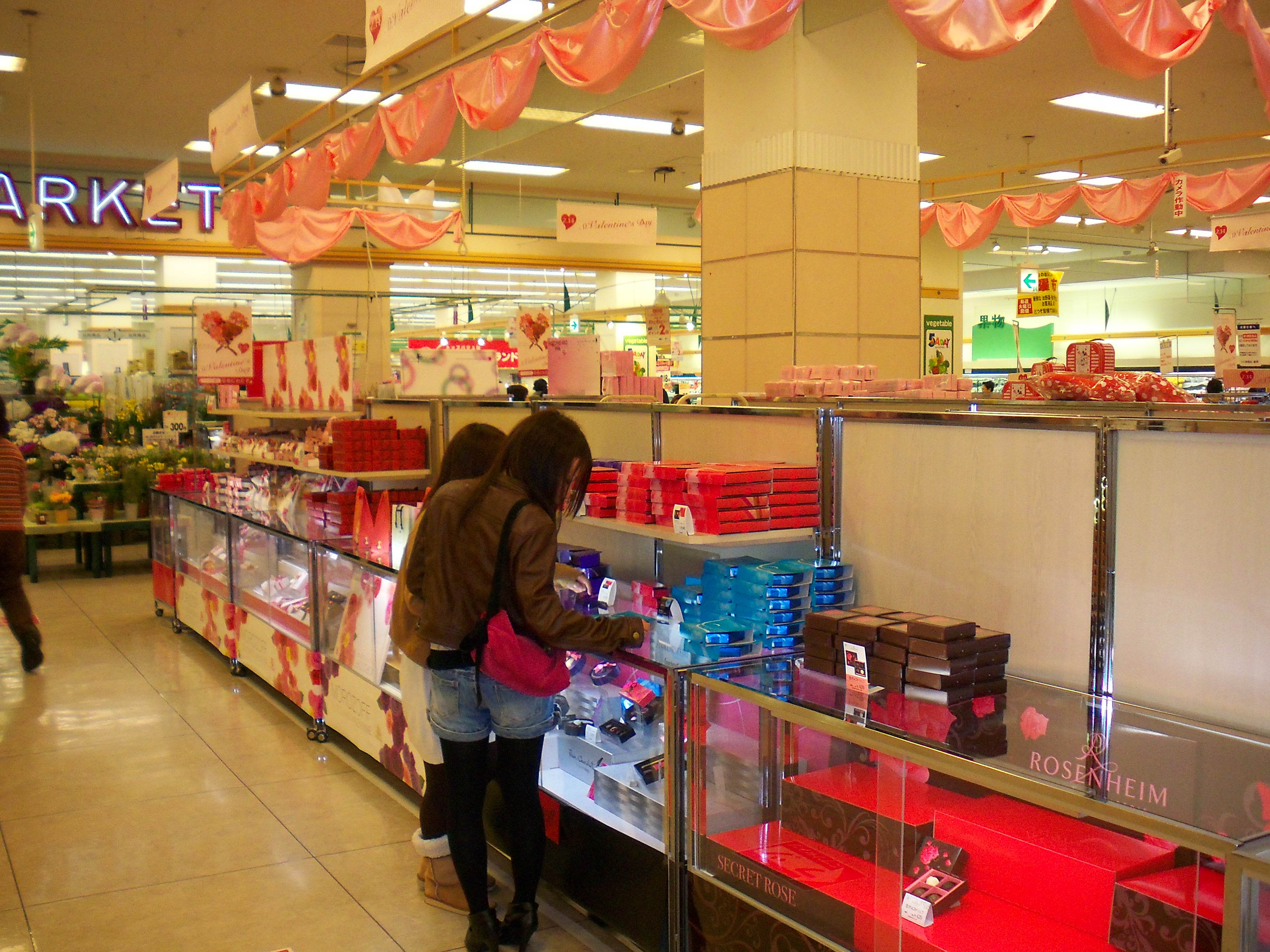
銘店・サービスカウンター側
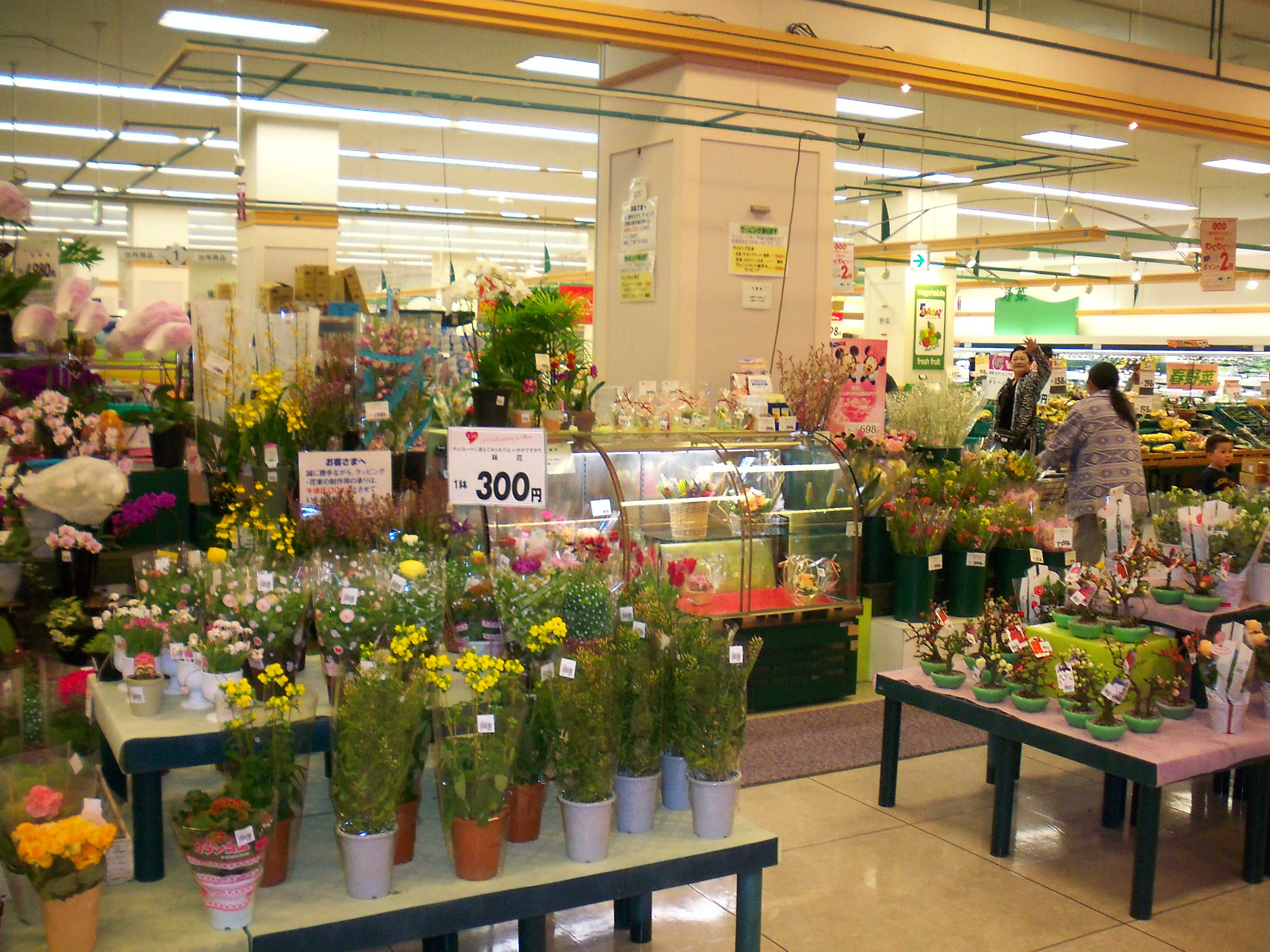
花・銘店・サービスカウンター側
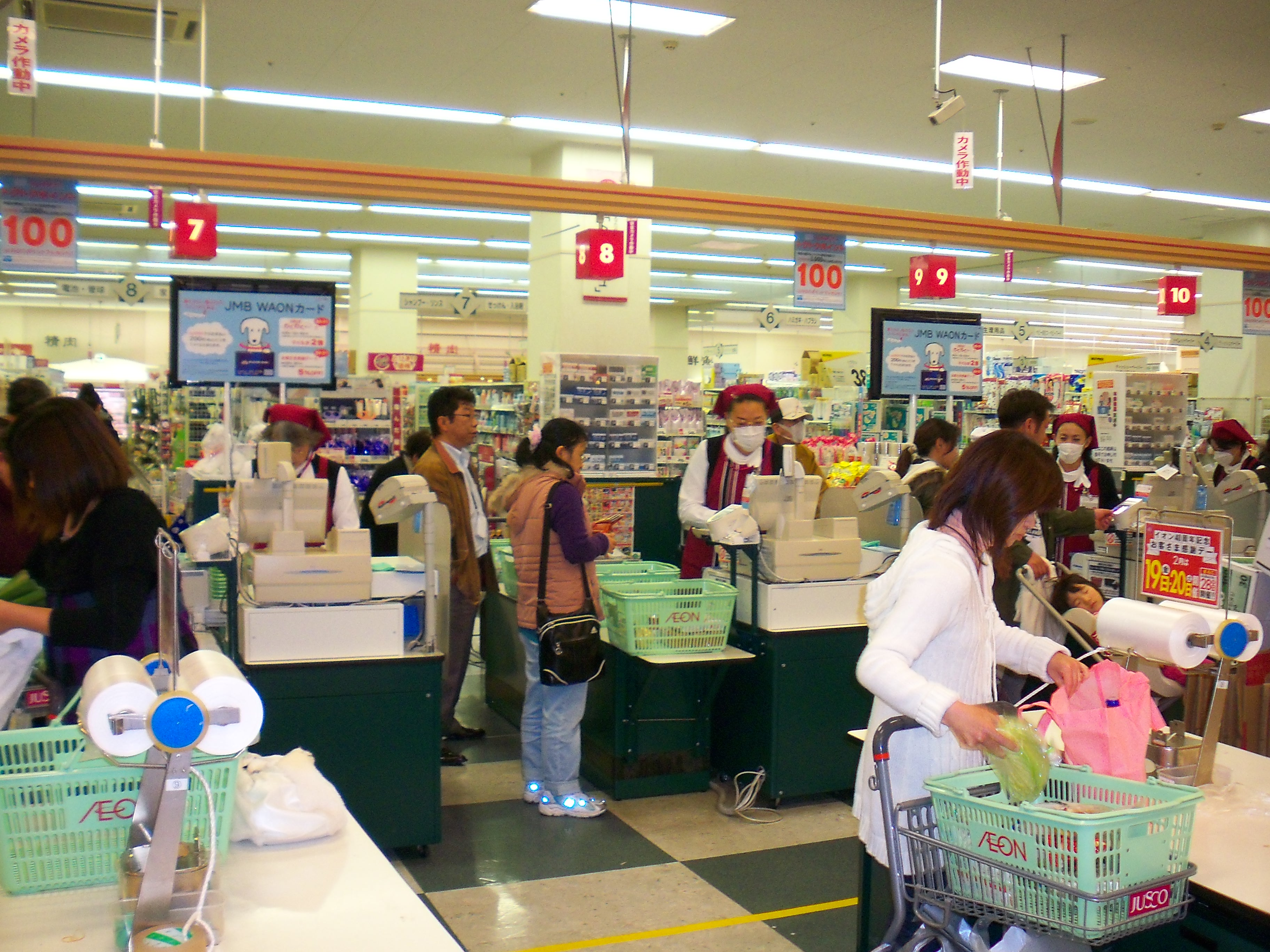
食品売場の勘定場
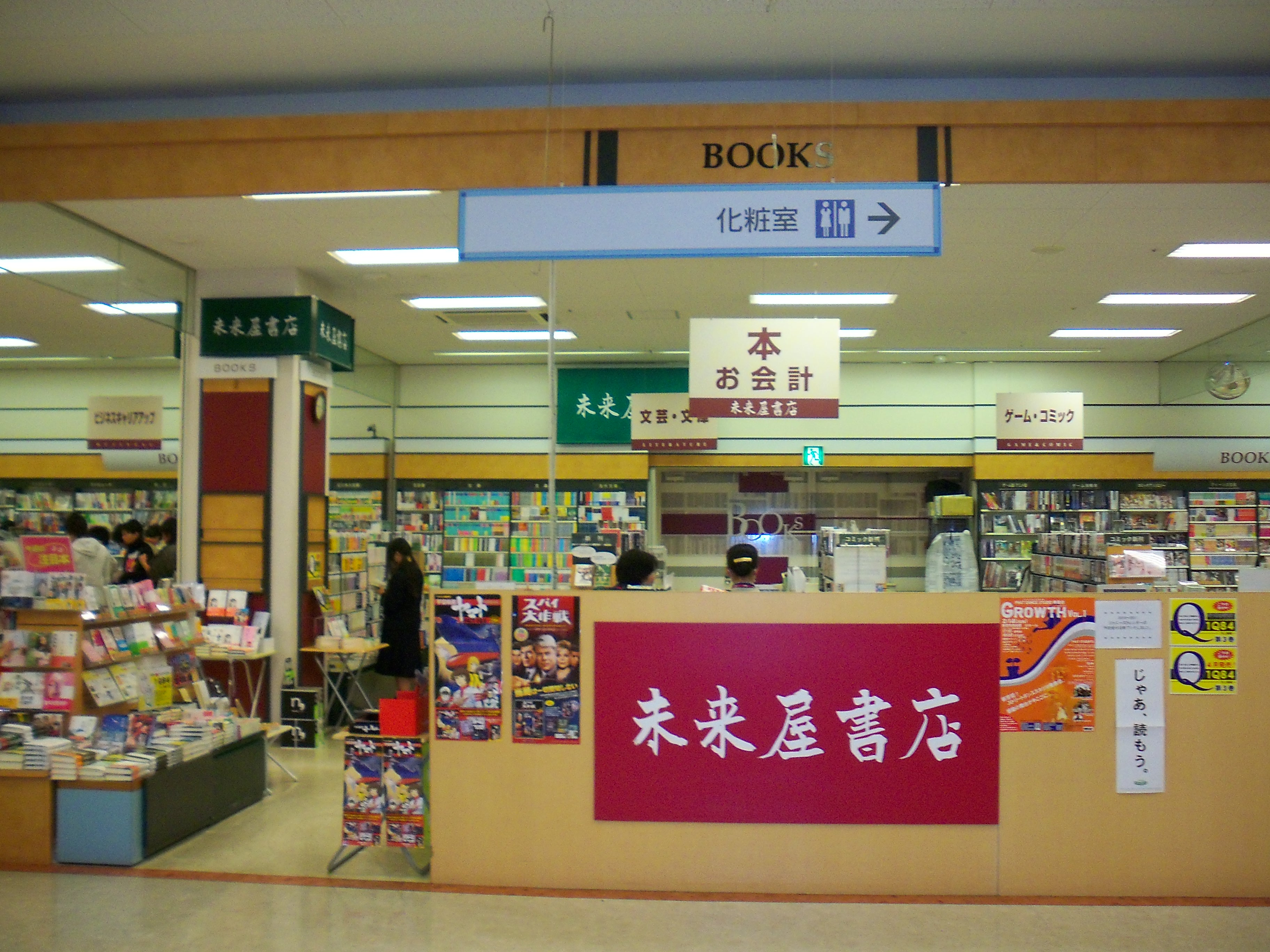
未来屋書店, 現在 The Kid's に変わり
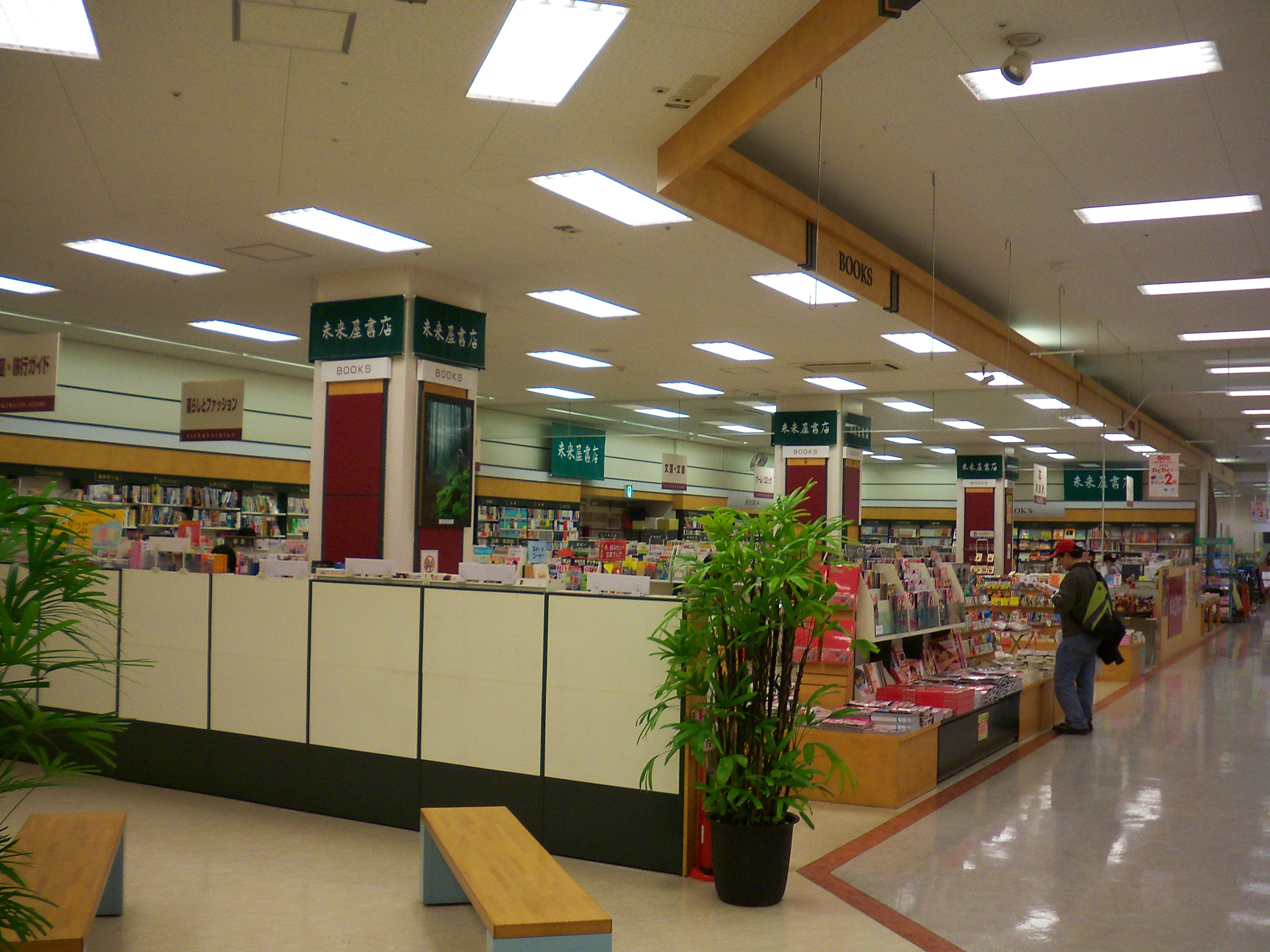
未来屋書店, 現在 The Kid's に変わり
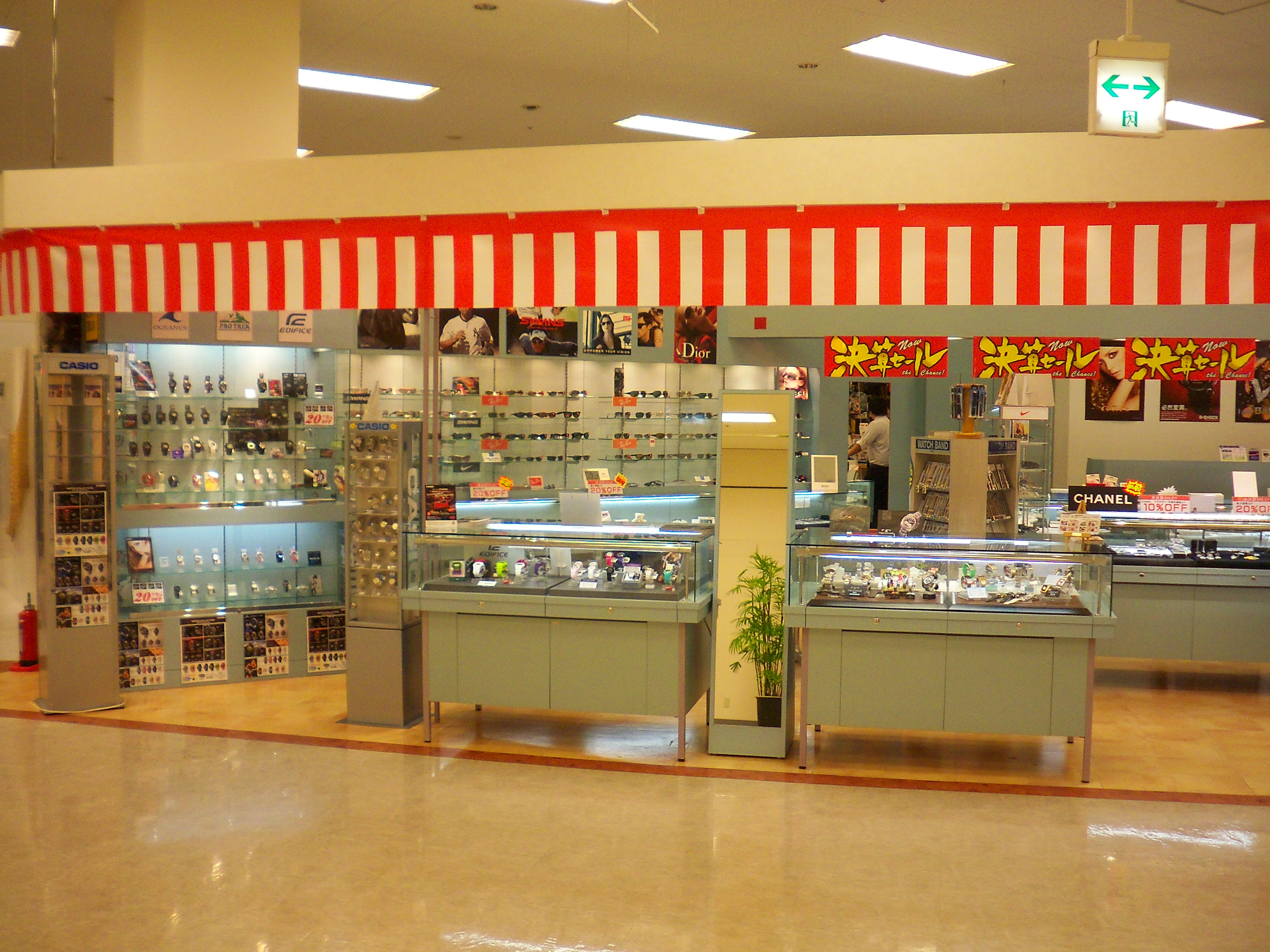
福田時計ジャスコ新宮店（現在営業中）
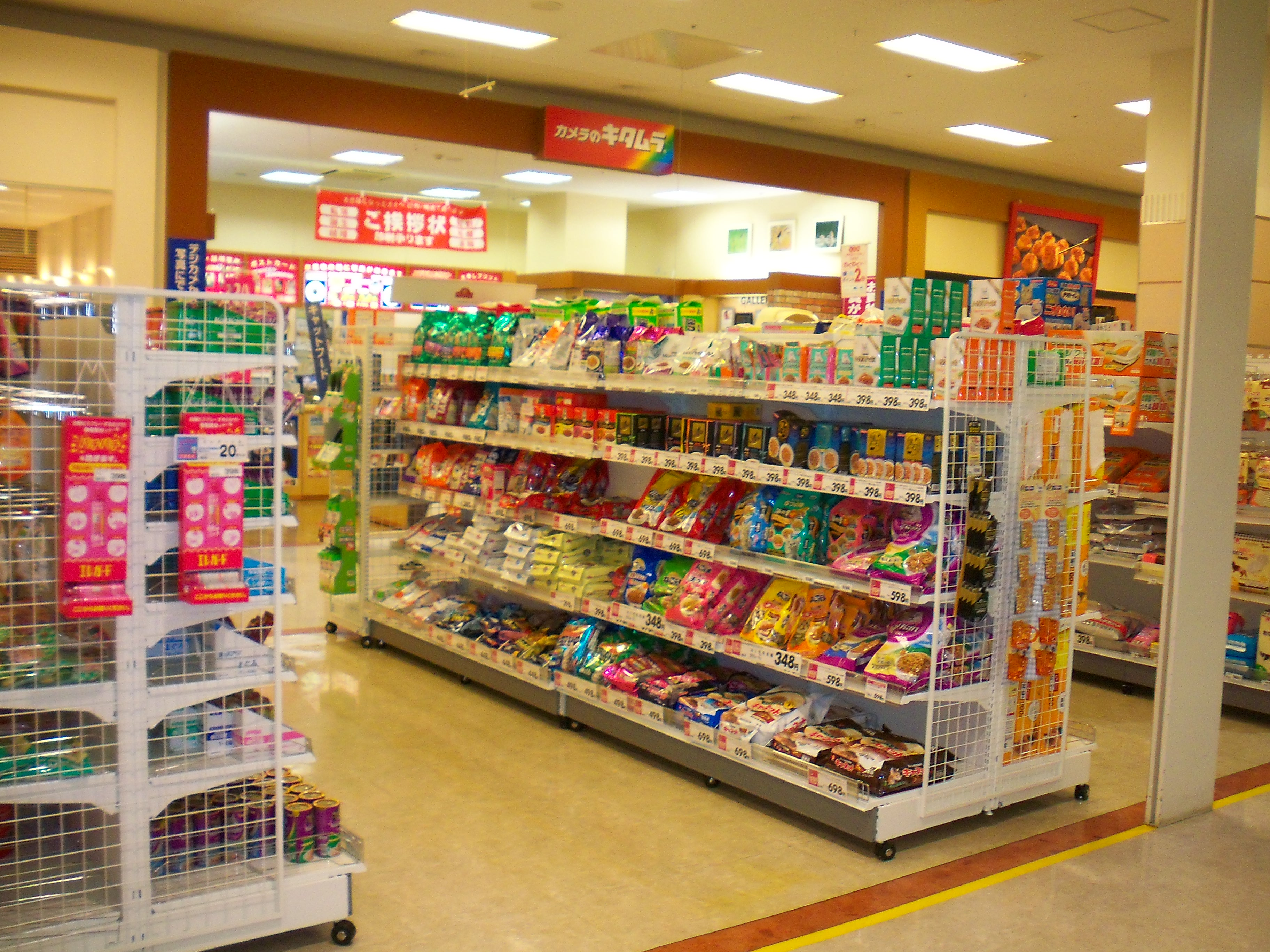
お菓子がある棚と後ろにある「カメラのキタムラ店, 現在閉店）」

#### 2階
- 紳士服側
- 飾り売場側
- おもちゃ・ベビー用品側